# Кахон
Кахóн (ісп. Cajón — «коробка», «ящик») — це перкусійний інструмент родом із Перу. Має форму паралелепіпеда з шістьма дерев'яними площинами, по яких вистукують ритми з допомогою долонь, пальців та різноманітних паличок, молотків та щіток.

## Будова
Він складається з шести стінок, що тримаються на дерев'яному каркасі: дві бічні, передня, задня, верхня і нижня. Корпус кахону виготовляються з міцного матеріалу, здатного витримати вагу музиканта, який грає сидячи на корпусі зверху і злегка нахиляючись назад. На боковій чи задній частині корпуса розташовується звуковий отвір. Для гри використовується передня стінка кахона — тапе (ісп. tapa), що, як правило, виготовлений, з тонкої фанери, рідше пластика. Грають на кахоні як руками, так і барабанними щітками, що дає можливість отримувати звуки різних тембрів і висоти.
Різноманітність тембрів кахону досягається завдяки використанню струн, які розташовані всередині корпуса кахону, і злегка торкаються тапи, а також завдяки тому, що верхні кути тапи нещільно прилягають до корпусу і резонують при ударах. Завдяки цьому кахон володіє широким діапазоном звуків від глибоких басів при ударі по середині тапи, до високих клацань і деренчливих звуків при ударі по верхніх кутах.
Конструкції деяких кахонів досить складні і дають можливість налаштування тембру інструменту, наприклад, шляхом зміни натягу струн. У деякі моделі кахонів також вбудований п'єзозвукознімач або мікрофон, що дає можливість підключати інструмент до звукопідсилювального обладнання.

## Історія
Кахон з'явився в Перу на початку XIX століття. За однією з версій, раби використовували ящики з-під фруктів для музикування, так як африканські барабани були на той час заборонені іспанським колоніальним урядом. Пік його популярності припав на середину століття, до кінця XIX століття музиканти продовжували експерименти з матеріалами і будовою кахона для досягнення кращого звуку. З того часу він став поширюватися по всій території Латинської Америки і до двадцятого століття став невід'ємною частиною перуанської і кубинської музичної культури. У сімдесятих роках двадцятого століття перуанський композитор і майстер з виготовлення кахону Каітро Сото (Caitro Soto) підніс кахон як подарунок іспанському гітаристу Пако де Лусії, який відвідав Перу. Звук кахону настільки сподобався Пако, що відомий гітарист придбав ще один інструмент до від'їзду з країни. Трохи пізніше, Пако де Лусія представив кахон у своїй музиці фламенко, і його звук став міцно асоціюватися і з цим музичним напрямком.
На сьогодні кахон використовується у багатьох музичних стилях від етніки, фламенко та джазу до електронного ембієнту, дабстепу і хіп-хопу.

## Техніки гри
Зазвичай на кахоні грають руками. Техніка гри на ньому не відрізняється від інших ударних перкусійних інструментів, наприклад, бонґів.
Деякі кахоністи використовують разом з кахоном спеціальну педаль, на зразок педалі для великого барабану. Вона вдаряє по бічній або передній частині корпусу, створюючи низькі басові звуки, схожі на звук великого барабану(бас-бочки).
Завдяки різноманіттю звуків кахона багато музикантів порівнюють його з барабанною установкою. І саме кахоном користуються для її заміни на акустичних виступах.

## Різновиди

### Трихон
Одним з досить розповсюджених різновидів кахона є трихон. Його основна відмінність полягає у тому, що його корпус у середині розділений на три окремі сектори, кожен з яких при грі має свій окремий тембр.

### Кахонга
Кахонга — суміш кахону та бонґів. Виготовляється з того ж матеріалу, що і кахон, замість верхньої шкіряної мембрани має подібну до кахону фанерну чи пластикову пластину.